# Coenosia pilitibia
Coenosia pilitibia este o specie de muște din genul Coenosia, familia Muscidae, descrisă de Stein în anul 1911.
Este endemică în Peru. Conform Catalogue of Life specia Coenosia pilitibia nu are subspecii cunoscute.